# Zambia Statistics Agency
Die Zambia Statistics Agency, abgekürzt ZamStats, ist die Statistikbehörde von Sambia und seit 2019 die institutionelle Nachfolgeeinrichtung des Central Statistical Office (CSO). Das Hauptquartier dieser sambischen Behörde befindet sich in Lusaka, Stadtteil Ridgeway.

## Geschichte
Die für Sambia eigenständige staatliche Statistikbehörde wurde 1964 im Zuge der Staatsgründung als Central Statistical Office (CSO) errichtet. Sie war als zentrale Institution konzipiert und mit der Entwicklung landesweiter Datenerhebungen betraut worden. Damit lagen auch Volkszählungen (Zensus) in ihrem Aufgabenbereich, die sie erstmals 1969 durchführte und mit einer weiteren kompletten Erfassung im Jahr 1980 fortsetzte. Im Jahre 1974 fand ein Mikrozensus statt, der sich auf Stichprobenbefragungen stützte. Ein weiterer Mikrozensus mit Schwerpunkt im Agrarsektor erfolgte zwischen 1970 und 1971 im Rahmen des World Agricultural Census Programme der FAO. In den Jahren 1982 und 1983 begann eine weitere Volkszählung, die jedoch aus Finanzmangel eingestellt wurde. Um 1985 hatte das CSO etwa 400 Mitarbeiter in haupt- und nebenamtlichen Beschäftigungsverhältnissen.

## Rechtliche Grundlagen
Frühe Rechtsgrundlagen staatlicher Statistikarbeiten für die Republik Sambia bildeten die Gesetze Census and Statistics Act 1955 und Agricultural Statistics Act 1964.
Für das Central Statistical Office war die jüngste wichtigste Rechtsgrundlage der Census and Statistics Act von 2013. Er definierte die Aufgaben dieser Behörde bis 2019. Mit Inkrafttreten des Statistics Act, No. 13 of 2018 im Dezember 2018 wurde eine veränderte Rechtsgrundlage für das staatliche Statistikwesen von Sambia geschaffen, die auch mit einer Umbenennung der Behörde verbunden war.

## Struktur

### Aktuelle Struktur
Zambia Statistics Agency ist eine staatliche Einrichtung mit eigener Rechtspersönlichkeit (Statistics Act, section 5 (1)). Sie wird von einem Aufsichtsrat geführt, der den Statistician-General (deutsch etwa: „Generalstatistiker“) ernennt; dieser leitet und vertritt die Behörde nach außen (Statistics Act, section 11 (1 und 3)). Es existieren 4 Hauptabteilungen:
- Economic & Financial Statistics (Wirtschafts- und Finanzstatistiken)
- Social Statistics (Sozialstatistiken)
- Agriculture (Landwirtschaft)
- Information Research (Informationsrecherche)

### Struktur des früheren Central Statistical Office
Die Hauptverwaltung war der Amtssitz des Director-CSO. Außenstellen bestanden an 9 regionalen Standorten. Jede der vier Abteilungen wurde von einem Stellvertretenden Direktor geleitet.
Die vier Hauptabteilungen des CSO waren:

- Economic and Financial Statistics (Wirtschafts- und Finanzstatistiken)
- Agriculture and Environment Statistics (Landwirtschafts- und Umweltstatistiken)
- Social Statistics (Sozialstatistiken)
- Information, Research and Dissemination (Information, Forschung und Informationsverteilung).

Das Central Statistical Office unterhielt Außenstellen in den Provinzverwaltungen. Die Provinzbüros wurden von einem Regional Statistician geleitet.
- Lusaka, im NAPSA Building, Cairo Road, Lusaka
- Zentralprovinz, im Mukuni House in Kabwe
- Nordprovinz und Muchinga, im Compensation House in Kasama
- Copperbelt, im Mpendwa House in Ndola
- Nordwestprovinz, im NAPSA Building in Solwezi
- Ostprovinz, im NAPSA Building in Chipata
- Südprovinz, im NAPSA Building in Livingstone
- Luapula, im NAPSA Building in Mansa
- Westprovinz, im NAPSA Building in Mongu.

## Aufgaben
Zu den Aufgaben des Central Statistical Office gehörten die Sammlung und Analysen offizieller Daten über wirtschaftliche und soziale Indikatoren sowie ihre Verbreitung in zeitlichen Abständen.
Mit Gründung der Zambia Statistics Agency entstand zugleich ein National Statistical System (NSS), das verschiedene staatliche Einrichtungen auf die Zusammenarbeit mit dieser zentralen Behörde verpflichtet (Statistics Act, sections 14 und 15). Das Nationale Statistische System ist verantwortlich für Planung, Erhebung, Zusammenstellung, Erstellung, Analyse und die Verbreitung der amtlichen und nichtamtlichen Statistik.

## Publikationen
Das National Statistical Office erstellte mehrere gedruckte und digitale Publikationen. Das sind beispielsweise:
- Census Population and Housing Reports
- Labour Force Report
- Zambia Demographic and Health Survey Report
- Living Conditions Monitoring Report
- Energy Statistics Publication.

Gemeinsam mit dem Statistics Department der African Development Bank betreibt das NSO die Onlineplattform Zambia Data Portal mit Zahlen und Graphiken. Zudem gibt es ein National Data Archive (NADA).